# TJ Spartak Modřany (národní házená)
Oddíl TJ Spartak Modřany - Národní házené je v činnosti od roku 1940.
Na svém hřišti každoročně pořádá mnoho společenských akcí, především pro děti. Házenkáři Spartaku Modřany spadají pod Středočeský oblastní přebor.

## Historie

### Počátek České házené v Modřanech (1935 - 1940 - 1947)
Národní házená (dříve Česká házená) se oficiálně hraje v Modřanech od roku 1940. Dle pamětníků se první zápas děvčat odehrál mezi lety 1935 - 1936, jelikož se však nejednalo o oficiální zápas, není dochován žádný věrohodný dokument, ze kterého by bylo patrné přesné datum. Zápasy chlapců se hrály (nepravidelně) od roku 1937 či 1938. Jelikož se nehrálo v oficiální soutěži, nejsou ani z těchto zápasů dochovány žádné podklady, ze kterých by bylo mohli zjistit nějaké podrobnější informace.
Oficiální činnost okolo modřanské házené nastala na podzim roku 1939, jelikož parta nadšenců zde při Sokole začala házenou pravidelně nacvičovat. O založení oddílu se nejvíce zasloužil Otto Menger (tehdy šestnáctiletý), společně s ostatními kluky, kterým se házená líbila a chtěli se měřit s ostatními soupeři. V roce 1940 již modřanští muži hrají oficiální soutěž, čímž začíná slavná éra tohoto sportu v jejich obci.
Házenkáři neměli vlastní hřiště. Z počátku se hrálo přímo na hřišti fotbalovém (u cukrovaru), později na odděleném, vlastnoručně upraveném, placu vedle tohoto fotbalového hřiště.

#### Válečné období
Nejdříve hrálo v Modřanech pouze družstvo mužů, které se z počátku s hrou pouze seznamovalo a nedosahovalo žádných významných úspěchů. V tomto období navíc vrcholila 2. světová válka a sportování bylo o to složitější. Naštěstí v Modřanech měli o házenou zájem mladí kluci, ze kterých bylo složeno družstvo dorostenců (kteří mohli v zápasech doplňovat soupisku mužů). Družstvo žen bylo založeno na konci války (okolo roku 1944), avšak děvčata v tomto období nehrála prozatím nepravidelnou soutěž.
Po konci války se modřanští házenkáři snažili navázat na plnohodnotnou dřívější činnost oddílu. Opětovně se navázalo na pravidelné tréninky na fotbalovém hřišti u cukrovaru. Díky mladé generaci a dorostu se družstvo mužů opětovně plně zapojilo do oficiálních soutěží. I děvčata jevila o házenou stále zájem a udržovala se pohromadě hraním příležitostných turnajů a zápasů, avšak stále nehrála v oficiální soutěži.

### Vlastní hřiště, první ligové úspěchy (1947 - 1963)
Po neshodách s činovníky fotbalového klubu házenkáři odešli z tohoto hřiště, to se psal rok 1946. Na najatém pozemku v Dolech (Modřanské rokly) byla neprodleně svépomocí zahájena výstavba hřiště nového. Hřiště (i s klubovnou) bylo dokončeno již v roce 1947 (mezitím se zápasy odehrávali na půdě soupeřů). Také bylo založeno družstvo dorostenek, které společně s dorostenci tvořili kádry pro družstva žen a mužů. Již v roce 1947 hráli muži na tomto novém hřišti mistrovské soutěže. V roce 1953 muži vyhrávají I. třídu Středočeského kraje a po úspěšné kvalifikaci vstupují do celostátní soutěže.
V roce 1957 skončila házenkářům nájemní smlouva na hřiště v Dolech. S velkým úsilím bylo rozšířeno a upraveno hřiště vedle modřanské sokolovny. Zároveň došlo k reorganizaci soutěží a družstvo mužů bylo přesunuto do 2. ligy, kde se umístili vždy mezi prvními třemi družstvy. Následně v roce 1959 vyhrávají kvalifikaci a postupují do 1. ligy. Muži hráli tuto nejvyšší soutěž pouze jeden rok a následně sestupují do 2. ligy, kde hrají až do roku 1963, kdy se tým rozpadl (mnoho hráčů přešlo na házenou Mezinárodní, která se v Modřanech hrála od roku 1962)
Ženy, které z počátku nehrály pravidelnou soutěž, začnou dosahovat velkých úspěchů od roku 1959, kdy z kraje postoupily do 2. ligy. Tuto ligu následující rok vyhrávají a již v roce 1960 hrají soutěž nejvyšší. V této 1. lize vždy končí na předních místech tabulky. I ženy se však v roce 1963 rozpadají, čímž na nějakou dobu končí České házené v Modřanech.

### Mezinárodní házená (1964 - 1966)
Oddíl Mezinárodní házené má 6 družstev a hraje se střídavými úspěchy (muži se neudrželi v 2. lize, ale následně v krajském přeboru jsou třetí; dorostenky oblastní přebor naopak vyhrávají a do ligy postupují). Mužské složky jsou však s činností oddílu nespokojeni a ozývají se názory na opětovný přechod k České házené.

### Návrat k České házené (1967 - 1980)
Po neshodách a nespokojenosti v oddíle Mezinárodní házené, se hráči v roce 1967 rozhodli opětovně přejít k oddílu České házené. Jako první vzniklo družstvo mužů, ale následnými nábory vznikají i družstva žactva. Velká pozornost je věnována těmto mladým hráčům (žáci a žákyně) a od roku 1970 pořádal oddíl pravidelná soustředění. Též v tomto roce oslavilo 30. výročí vzniku házené v Modřanech.
V roce 1971 se změnil oficiální název celé házené, kdy se název změnil z: Česká házená, na současný název: Národní házená.
Žáci sezónu 1971 vyhrávají a na přeboru v Mostě jsou pátí. Sezónu 1976/1977 vyhrávají opět žáci (na přeboru ČSSR obsazují 2. místo. Tuto sezónu taktéž titul přeborník kraje vyhrály i žákyně a na přeboru ČSSR jsou šesté. Do roku 1980 se oddíl velice rozrostl a disponoval až s 9 družstvy.

### Návrat do Modřanské rokle (1981 - 2000)
Změna nastala v roce 1984, kdy házenkáři přicházejí o hřiště u sokolovny (výstavba školního pavilonu). Provizorně se přesunuli ke škole na tehdejším Baumanském náměsí (dnes ZŠ T. G. Masaryka v Modřanech), kde však oddíl nemůže být dlouho, jelikož se zde staví školní jídelna. Hřiště na Baumanském náměstí bylo definitivně pro stavbu zabráno v roce 1987. Tréninky se přesunuly na tréninkové hřiště zpět k sokolovně, ale zápasy se zde nehrály nemohly, a tak se vždy hrálo na hřištích soupeřů.Situace se řešila dalším provizorním hřištěm, tentokrát v prostoru bývalé požární zbrojnice (dnes u ulice Lhotecká). Toto hřiště bylo provozuschopné od října 1988. V této době hrají družstva se střídavými úspěchy.
Házenkáři o svůj sport přijít nechtějí a brigádnickými hodinami postupně vystavují nové vlastní hřiště, na staronovém místě. Toto hřiště v Modřanské rokli se staví již několik let a úsilí všech dosáhlo vrcholu v roce 1991, kdy byla stavba zkolaudována. Slavnostní otevření areálu, včetně nové klubovny, se uskutečnilo v červnu 1992. Hřiště bylo asfaltové.
Úspěchy na novém hřišti zaznamenává především mládež. Dorostenky se čtyřikrát probojovali na Pohár ČR (1993, 1994, 1995 a 1999) a v závěru tohoto období vyhrály oblast a zajistily si účast na Mistrovství ČR, kde skončily na krásném 3. místě. Ačkoli žákyně hrály do roku 1997 s horšími výsledky, tomto roce odstartovaly svojí tříletou zlatou éru a zajistily si tím každoroční účast na MČR, kde se nejlépe umístily na místě třetím. Největším úspěchem žáků byla výhra v oblasti roku 1995 a následná účast na MČR, následně však žáci na nějaký čas zanikají (přešli do dorostu). Ženy i muži hrají v oblastním přeboru, přičemž ženy oblast vyhrály roku 1997 (z kvalifikačního turnaje nepostoupily do ligy) a muži jsou nejlépe na 3. místě.
Úspěšná sezóna 1999/2000 - oblast vyhrávají st.žákyně, dorostenky a ženy A. Žákyně obsadily na Mistrovství ČR 4. místo, ale velkou slávou bylo pořádání tohoto Mistrovství. které se tak konalo na domácím hřišti. Dorostenky skončily MČR na 3. místě. Ženy se neúspěšně zúčastnily kvalifikace o 1. ligu. Muži 5. místo a ženy B 8. místo.

### Nové tisíciletí (2001 - 2010)

#### Činnost oddílu[10]
- V sezóně 2000/2001 bylo obnoveno družstvo žáků.
- Na počátku roku 2002 byl uspořádán 1. společenský večer a obnovila se tradice bruslení v rokli (dle momentálních klimatických podmínek).
- 2002/2003 byl schválen nový znak (upraven znak původní).
- Srpen 2003: obnovena každoroční tradice letních soustředění.
- 2007: pravidelné pořádání dětského dne pro širokou veřejnost.
- 2008: založeno mladší koedukované družstvo (malé holky i kluci hrají společně).

#### Mistrovství a Poháry ČR mládeže
- MČR (2001 - dky, 2002 - dky, 2002 - st.žky, 2003 - dky, 2010 - ml.žci, 2010 - dky):

2000/2001 - dorostenky 1. místo v OP a následně vyhrávají Mistrovství ČR, jsou nejlepší v republice.
- PČR (2004 - st.žci, 2005 - st.žci, 2007 - dci, 2007 - st.žky, 2008 - st.žky, 2009 - dky):

2006/2007 - st. žákyně z 2. místa postup na PČR, kde vyhrávají.

#### Ostatní úspěchy
- 2000/2001 - ženy postupují z kvalifikace do 1. ligy (bohužel po roce padají zpět).
- 2002/2003 - ženy A vyhrávají OP (neúspěšná kvalifikace o ligu), muži 2. místo.
- 2003/2004 - ženy B vyhrávají OP (úspěšná kvalifikace, postup do 1. ligy), ženy A jsou v OP na 2. místě. Muži končí v OP 3.
- 2004/2005 - ženy B jsou na 3. místě (ženy A padají zpět do oblasti).
- 2005/2006 - muži 2. místo v OP a postup do 2. ligy A. Ženy A vyhrávají OP a postup z kvalifikace do 1. ligy.
- 2007/2008 - dorostenci 3. místo OP.
- 2008/2009 - muži 3. místo v OP.
- 2009/2010 - muži 2. místo, ženy B 2. místo, dorostenci 3. místo, st. žákyně 3. místo v OP.

#### Nový povrch hřiště
4. září 2010, když se konaly oslavy 70. výročí založení Národní házené v Modřanech, dostal oddíl do užívaní hřiště s novým umělým povrchem.

### Požár a nová klubovna (2011 - 2015)
13. srpna 2011 byla úmyslně zapálena házenkářská klubovna. Požár byl likvidační a budova musela být následně úplně odstraněna. Požár zlikvidoval klubovnu, vyhrané poháry a medaile, veškeré historické dokumenty a další potřebné věci. Pachatel - žhář byl policií v listopadu 2011 dopaden u jiného místa činu, kdy se následně k činu přiznal. Zápasy hrány jen na hřištích soupeřů.
Trosky staré klubovny byly následně úplně odstraněny a následně začala stavba zcela nové klubovny. Za rok od požáru, přesněji 24. srpna 2012, byla od MČ Prahy 12 házenkářům předána nová klubovna, včetně upraveného zázemí v areálu sportoviště. Dodatečné práce na této klubovně se uskutečnily v roce 2014, kdy byl dokončen bezbariérový nájezd a byla dokončena dlážděná cesta okolo celé klubovny. V této nové klubovně taktéž vzniklo občerstvení pro širokou veřejnost s názvem U osamělé blechy.

#### Mistrovství a Poháry ČR mládeže[10]
- MČR (2012 - ml.žci, 2013 - ml.žci, 2015 - st.žci).
- PČR (2011 - ml.žci, 2011 - ml.žky, 2012 - ml. žky, 2013 - ml.žky, 2015 - dky, 2015 - ml.žky):

2014/2015 - mladší žákyně z 2. místa v OP postupují na PČR, kde končí na 2. místě.

#### Ostatní sportovní úspěchy
- 2010/2011 - ženy A 1. místo v OP a postup z kvalifikace do 1. ligy. Mladší koedukovaní končí na 2. místě.
- 2011/2012 - ml.koedukovaní vyhrávají OP.
- 2012/2013 - ml.koedukovaní vyhrávají OP. Ženy B 3. místo, dorostenky 3. místo a st.žákyně 3. místo v OP.
- 2013/2014 - muži 3. místo v OP.
- 2014/2015 - muži 2. místo, dorostenci 3. místo v OP.
- 2014/2015 - ženy A vyhrávají 2. ligu žen.

#### Další významné události
- 26. únor 2011 - maškařádění pro děti (první ročník karnevalu) a 10. jubilejní společenský večer pro dospělé.
- červen 2011 - uspořádání kvalifikačního turnaje o 1. ligu žen (Modřanské ženy vyhrávají).
- 14. - 16. červen 2013 - pořádání Mistrovství ČR v kategorii starší žáci.
- 2014 - znovuobnovena 2. liga žen (česká a moravská část), kam jsou ženy přeřazeny
- 13. červen 2015 - 75. výročí založení oddílu.

## Významní hráči

### Brankáři
Marie Dušková
1. nejlepší hráčka středočeské oblasti 2001/2002 – dorostenky
2. mistryně ligy žen ČR v sezóně 2002/2003 s týmem SK Chomutov NH
3. mistryně ligy žen ČR v sezóně 2003/2004 s týmem SK Chomutov NH
4. mistryně ligy žen ČR v sezóně 2005/2006 s týmem SK Chomutov NH
5. mistryně ligy žen ČR v sezóně 2010/2011 s týmem Sokol Krčín
6. svými hráčskými úspěchy získala v roce 2010 titul: mistr národní házené
7. nejlepší házenkářka roku - 2011 (další umístění v této anketě: 2004 – 6., 2005 – 9., 2006 – 9., 2007 – 4., 2008 – 5., 2009 – 2., 2010 – 2., 2012 – 3., 2013 – 8.)
8. nejlepší brankářka – Český pohár 2005/2006
9. vítězka Českého poháru žen 2006 s týmem SK Chomutov NH
10. vítězka Českého poháru žen 2014 s týmem Sokol Krčín.
11. reprezentantka Čech v mezizemských utkáních Čechy x Morava:
  - 2004
  - 2005
  - 2006 utkání hráno jako: Východ ČR × Západ ČR
  - 2008
  - 2009
  - 2010
  - 2011
  - 2012
  - 2013
  - 2014

Kábová Karolína
1. nejlepší brankářka Poháru ČR – mladší žákyně 2015

Svoboda Miroslav
1. nejlepší hráč středočeské oblasti 2003/2004 – dorostenci
2. nejlepší hráč středočeské oblasti 2004/2005 – dorostenci
3. nejlepší hráč středočeské oblasti 2007/2008 – muži

Svobodová roz. Vobořilová Petra
1. nejlepší hráčka středočeské oblasti 2002/2003 – ženy
2. nejlepší hráčka středočeské oblasti 2004/2005 – ženy

### Útočníci
Andrle Oliver
1. nejlepší střelec středočeské oblasti 2012/2013 – 89 gólů – mladší žáci

Bělohlávek Zdeněk
1. nejlepší střelec středočeské oblasti 2004/2005 – 121 gólů – muži
2. nejlepší střelec středočeské oblasti 2002/2003 – 142 gólů – muži

Duchková Zuzana
1. nejlepší hráčka středočeské oblasti 2013/2014 – dorostenky

Erhart Milan
1. nejlepší hráč středočeské oblasti 2009/2010 - muži

Chalupová Dominika
1. nejlepší střelkyně středočeské oblasti 2007/2008 – 73 gólů – starší žákyně

p. Pánek
1. vynikající útočník – psalo se o něm v novinách i kronikách (dle záznamů hrál do roku 1963 / možná i po roce 1967, ale prozatím nepotvrzeno)

Jetel Matyáš
1. 3. nejlepší útočník Mistrovství ČR 2015

Vališ Jan
1. první vynikající útočník; reprezentant, psalo se o něm v novinách i kronikách (dle záznamů hrál do roku 1963 / možná i po roce 1967, ale prozatím nepotvrzeno)

Vožďová roz. Chrdlová Alena
1. nejlepší střelkyně středočeské oblasti 2003/2004 – 63 gólů – ženy
2. nejlepší střelkyně středočeské oblasti 2002/2003 – 55 gólů – ženy

### Obránci
Jetel David
1. druhý nejlepší obránce Mistrovství ČR mladších žáků 2012 v Žatci, Davidův úspěch dokládá to, že byl jedním z nejmladší a nejmenších účastníků tohoto MČR.

Vágner Darek
1. nejlepší obránce Mistrovství ČR mladších žáků 2013 v Modřanech

Vilčáková roz. Vališová Magdalena
1. reprezentantka Čech v mezizemských utkáních Čechy x Morava: 2011